# Pietro Baratta
Pour les articles homonymes, voir Baratta.
Pietro Baratta (Carrare, 1659-1727) est un sculpteur italien de la période baroque. Il fut actif à Venise dans la deuxième moitié du XVIIe et au début du XVIIIe siècle.

## Biographie
Pietro Baratta fut le maître du sculpteur Francesco Robba.

## Œuvres
- Les sculptures de la façade de la Chapelle de Villa Manin à Passariano di Codroipo, dans la province d'Udine, parmi lesquelles on peut citer les statues des Quatre Évangélistes et la Vierge à l'Enfant.
- On lui attribue cinq statues qui représentent : saint Roch, saint Antoine abbé, la Vierge du Rosaire, saint Matthieu et saint Jean-Baptiste sur la façade de l'Église paroissiale de Santa Maria à Villa Vicentina (VI), bâtie entre 1660 et 1680.
- Saint Ignace de Loyola, qu'il représente dans une attitude contemplative, présentant la Bible ouverte, qu'il tient à deux mains, pour l'église Santa Maria Assunta de Venise.
- Le Doge Bertuccio Valier et la Sagesse à san Zanipolo Venise

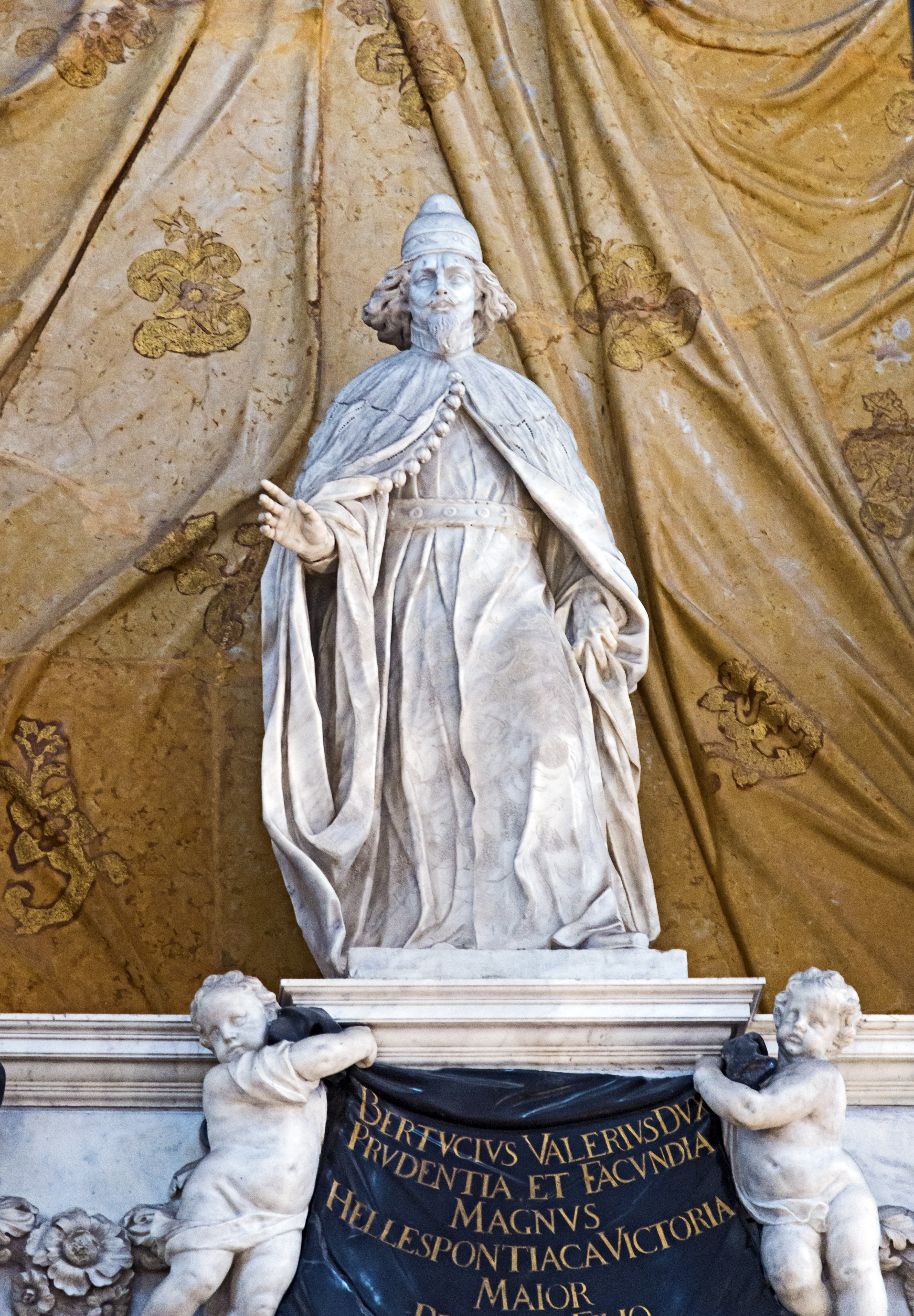
Bertuccio Valier San Zanipolo Venise
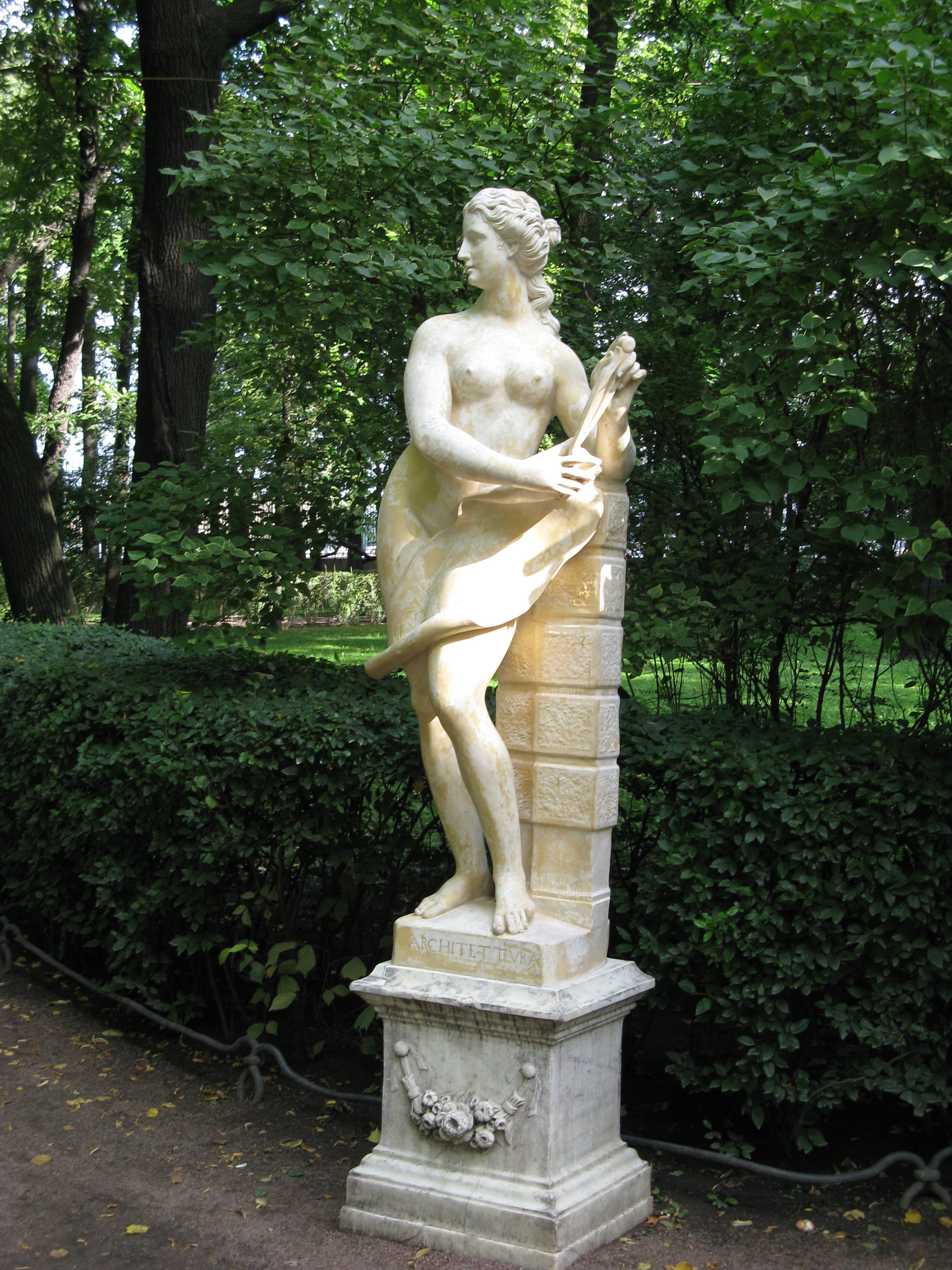
L'Architecture Palais d'Été, Saint-Pétersbourg